# Дьюла Грошич
Дьюла Грошич (угор. Grosics Gyula [ˈɟulɒ ˈɡroʃit͡ʃ], 4 лютого 1926, Дорог — 13 червня 2014, Будапешт) — угорський футболіст, що грав на позиції воротаря. Футболіст року в Угорщині (1949, 1950). Вважається найкращим воротарем в історії угорського футболу, а також став революціонером на своїй позиції, розпочавши першим із воротарів виходити з лінії воріт для допомоги своїм захисникам. Також постійно грав у чорній формі, за що отримав прізвисько «Чорна пантера» (угор. Fekete Párduc) і запустив моду на використання виключно чорної форми для воротарів, яка до нього використовувалась нечасто. По завершенні ігрової кар'єри — тренер.
Був голкіпером національної збірної Угорщини епохи «Золотої команди», яка протягом чотирьох років (1950—1954), вважалася непереможною, а також стала олімпійським чемпіоном. та віце-чемпіоном світу. На клубному рівні виступав за «Гонвед». У вищому дивізіоні чемпіонату Угорщини провів 390 матчів.

## Клубна кар'єра
Народився у невеличкому шахтарському містечку Дорог в родині шахтаря. Мати Дьюли хотіла аби він став священником, втім хлопець вирішив займатись футболом і у віці 13 років, захищав ворота шкільної команди, незважаючи на свій не дуже великий зріст, де його помітив головний тренер клубу «Дорог» з другого дивізіону країни. У ньому згодом Грошич і розпочав дорослу кар'єру, зробивши кілька революційних змін у воротарській професії.
|                | У 15 років я задумався: чому голкіпер слухняно стоїть у своєму воротарському майданчику, ніколи його не залишаючи? Адже правилами йому не заборонено грати, нехай і не торкаючись м'яча руками за межами штрафного майданчика, хоч по всьому полю. І я став підстраховувати захисників, любив далекі виходи. За мною пішли і інші воротарі. Винайшов я і ще одну штуку. Адже мене прозвали «Чорною Пантерою» тому, що завжди грав в чорному светрі. До мене голкіпери рідко з'являлися на полі в таких кольорах. Так я і запустив цю моду, що стала інтернаціональною. |
| — Дьюла Грошич | |

Будучи ярим антикомуністом, наприкінці Другої світової війни у 1945 році воював у нещодавно створеній угорській дивізії СС «Гуняді», яка воювала проти наступаючих на Угорщину радянських військ і потрапив у полон до американців . Після повної окупації країни та встановлення однопартійної тоталітарної комуністичної держави, у 1949 році Грошич, який тоді вже грав за інший місцевий клуб МАТЕОШ, вирішив разом із однодумцями втекти із країни, але один з партнерів по команді повідомив владу про майбутню втечу, через що Грошича заарештувало Управління державної безпеки і відправило до сумновідомої в'язниці на проспекті Андраші. Втім незабаром був звільнений, але отримав заборону на виступи за збірну, що, за словами самого Грошича, разом із наступним другим відстороненням не дозволило йому награти 100 матчів за збірну.

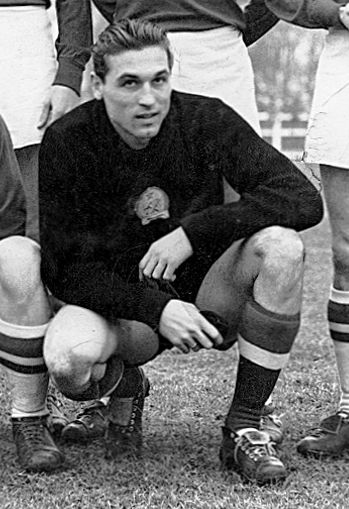
Дьюла Грошич у 1953 році.

Натомість на клубному рівні Грошич став виступати за новостворений клуб «Гонвед», який опинився під опікою угорської армії і швидко став панівним у країні. Разом зі своїм клубом він став чемпіоном Угорщини у 1950, 1952, 1954 і 1955 роках, а також у цей час він вдруге був заарештований. Цього разу Грошич був звинувачений у шпигунстві і зраді, що пов'язують із сенсаційною поразкою збірної у фіналі чемпіонату світу 1954 року, через що вдруге на певний термін був відсторонений від футболу — протягом 15 місяців він не мав права не те що виходити на поле або навіть тренуватися, а й отримав заборону з'являтися на всіх існуючих на території Угорщини спортивних спорудах. Повернувшись до футболу, в 1956 році взяв участь з «Гонведом» в другому розіграші Кубка європейських чемпіонів. У другому раунді йому в суперники потрапив «Атлетик» з Більбао. Першу виїзну гру, яка відбулася 23 листопада, «Гонвед» програв з рахунком 2:3. За місяць до цієї дати, 23 жовтня, в Будапешті відбулось Угорське повстання проти радянського режиму, яке у листопаді було жорстко придушене радянськими військами. В результаті виїхавши до Іспанії на єврокубкову гру футболісти «Гонведа» не стали відразу повертатися на батьківщину і вирішили зіграти матч-відповідь в Брюсселі. Нічия 3:3 принесла загальну перемогу іспанцям і «Гонвед» вилетів з турніру.
Після цього клуб вирішив не повертатись на батьківщину. Незважаючи на заперечення ФІФА і Угорської футбольної федерації, до команди прийшов легендарний Бела Гуттман і організував благодійний тур по Італії, Португалії та Іспанії. Тут можна відзначити нічию проти «Реала» (3:3) і перемогу над «Барселоною» (4:3). Мексиканська влада висловила готовність не тільки надати політичний притулок «Гонведу», а й включити клуб в національний чемпіонат. Подякувавши мексиканцям, але відмовившись від пропозиції, «Гонвед» вирішив продовжити світове турне, тепер по південноамериканському континенту. До цього моменту ФІФА вже оголосила команду поза законом і заборонила використовувати назву «Гонвед» для майбутніх ігор.
Після повернення в Європу думка членів клубу розділилася: в той час як кілька головних зірок команди, таких як Золтан Цибор, Шандор Кошич і Ференц Пушкаш вирішили грати за кордоном, Йожеф Божик, Ласло Будаї, Дьюла Лорант і Дьюла Грошич вирішили повернутися на батьківщину. Сам же Дьюла так пояснив причину повернення до комуністичної Угорщини:
|                | Не хочу давати вам стандартну відповідь, що мій батько і інші родичі залишалися в Угорщині і могли, якби я не повернувся, постраждати при тому суворому режимі. Ні. Я вже добрався до Бразилії, але просто не міг жити там, знаходячись у щоденних порівняннях. Чи можна порівняти бразильське життя і наше, угорське? А способи мислення - які ж вони різні. Дивлячись на статую Христа в Ріо-де-Жанейро, я порівнював її зі статуєю на горі Гелерт, що стоїть при в'їзді в Буду. А пляжі Копакабани я порівнював з моїм Балатоном. І ці постійні порівняння доводили до божевілля. Стрес нестерпний. Я мучився без моєї Угорщини. І вирішив, незважаючи на важкі часи, повернутися. Кинув це Ріо і зустрівся зі своєю сім'єю, яка теж країну покинула, у Відні. Ми пішли в консульство соціалістичної Угорщини, і навіть наш посол запитав мене співчутливо: "Товариш Грошич, ви впевнені, що прийняли правильне рішення?" Але я повернувся. |
| — Дьюла Грошич | |

Повернувшись до Угорщини, Грошич спробував перейти в «Ференцварош». Однак замість цього його насильно перевели в скромну «Татабанью», де Дьюла грав до 1962 року, моменту завершення своєї кар'єри гравця, так і не втіливши у життя свою мрію зіграти за «Ференцварош». Загалом за кар'єру провів 390 ігор у вищому угорському дивізіоні.
Через 46 років після цього, в 2008 році «Ференцварош» дізнався про тяжке фінансове становище легендарного угорського воротаря і його мрії. Адміністрація «Ференцвароша» уклала з Грошичем довічний контракт. Щоб мрія не залишилася невиконаною, клуб організував товариський матч проти «Шеффілд Юнайтед» і включив Грошича в стартовий склад. Завдяки цьому на 82-му році життя Дьюла відіграв кілька хвилин за свій улюблений клуб і під овації футболістів і уболівальників був замінений другим воротарем клубу Адамом Хольцером.
На честь Грошича «Ференцварош» вивів з обігу футболку № 1 і закріпив її довічно за Дьюлою. З 2009 року щорічно на початку нового сезону клуб направляв в Футбольну федерацію Угорщини заявку на участь і список гравців, де під першим номером значився саме Дьюла Грошич.

## Виступи за збірну
20 серпня 1947 року дебютував в офіційних матчах у складі національної збірної Угорщини в грі Балканського кубка проти Албанії (2:0). Загалом зігравши у всіх чотирьох іграх на тому турнірі, він допоміг в усіх здобути перемогу і вперше принести угорцям золоті медалі турніру.

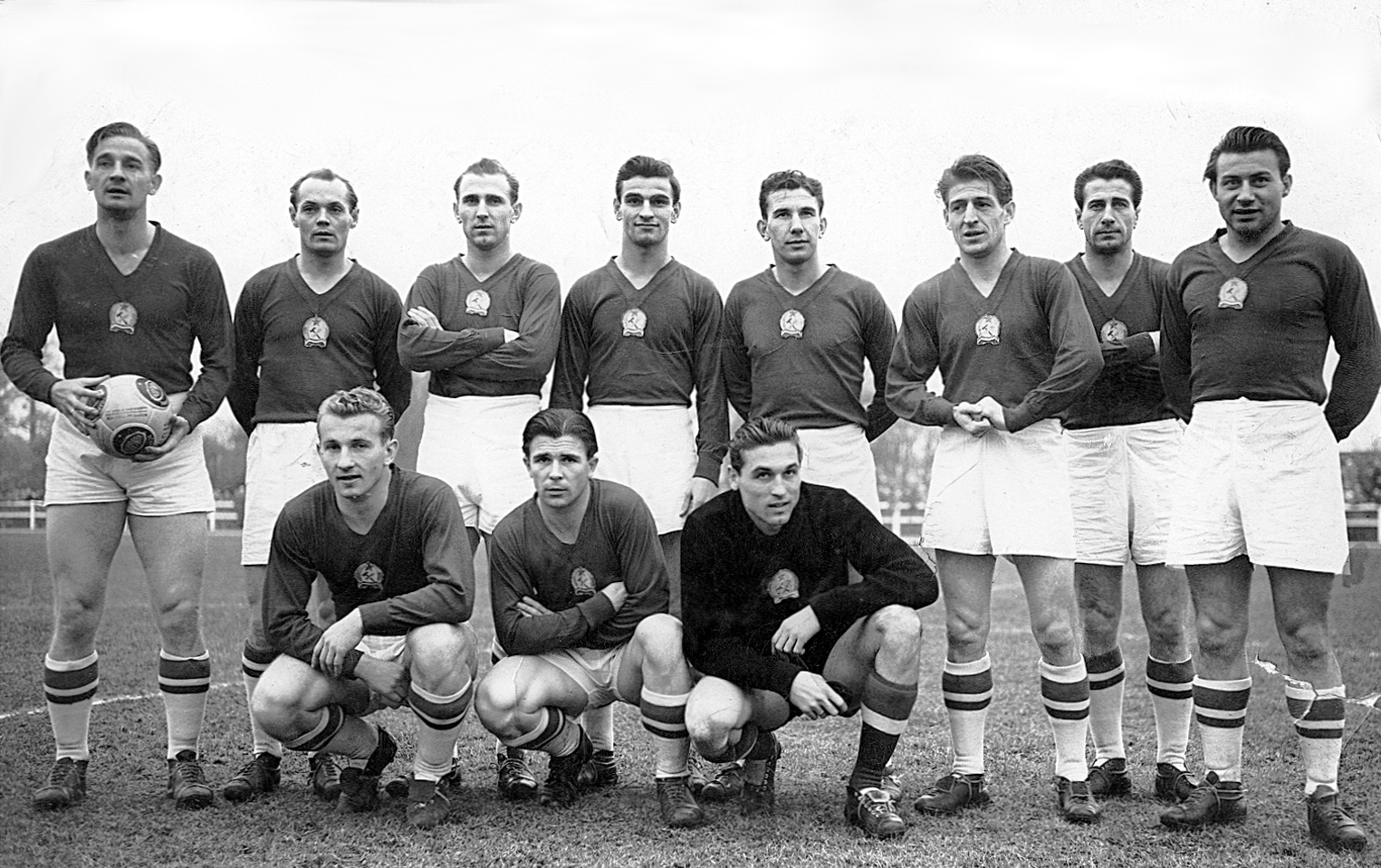
«Золота команда» із Дьюлою Грошичем у 1953 році.

З 1950 року став основним воротарем так званої «Золотої команди», яка провела без поразок серію з 32 матчів поспіль, що залишається неперевершеним результатом в європейському футболі донині. За час цієї серії збірна Угорщини стала олімпійським чемпіоном 1952 року у Гельсінкі та виграла Кубок Центральної Європи 1953 року, при цьому обидві перемоги стали дебютними у своїх турнірах для цієї команди. Крім того із Грошичем у складі в 1953 році угорці здобули перемогу над збірною Англії з рахунком 6:3 в так званому «Матчі століття», ставши першою небританською командою, яка змогла перемогти англійців на «Вемблі». А через 7 місяців, в матчі-реванші, збірна Англії була розбита в Будапешті з рахунком 7:1, що і донині залишається найбільшою поразкою для англійської збірної.
В такому статусі однозначних фаворитів «Золота команда» поїхала і на чемпіонату світу 1954 року у Швейцарії, втім саме на цьому турнірі безпрограшна серія завершилася, коли у фіналі Угорщина несподівано поступилася ФРН з рахунком 2:3, при тому що на груповому етапі угорці розгромили німців 8:3, обігравши після цього у чвертьфіналі віце-чемпіонів бразильців, а в півфіналі і чемпіонів світу уругвайців. Незважаючи на поразку Грошич був визнаний найкращим воротарем турніру.
Для угорських гравців після повернення на комуністичну батьківщину почався час залякування та утисків. Грошич згадував:
|                | Нас відвезли в тренувальний табір і не дозволяли його залишати цілий день. Увечері приїхали найвищі політики — Ракоші, Генеральний секретар Комуністичної партії, а також міністр внутрішніх справ і міністр оборони. Ракоші виступив з промовою, що друге місце також є гарним результатом, а потім сказав: ніхто з вас не повинен боятися покарання за цю гру. У мене досі звук його голосу у вусі. Коли цей виступ закінчився, я знав, що він мав на увазі навпаки. Я знав, що щось погане станеться. Я часто стикався з органами держбезпеки і тепер відчув, що я в небезпеці. Я знав, що вони йдуть за мною. Я мав рацію. |
| — Дьюла Грошич | |

Через чотири місяці після цього футболіст був заарештований і відданий під суд за звинуваченням у шпигунстві. Він був поміщений під домашній арешт протягом декількох місяців і тричі на тиждень піддавався допитам у в'язниці, а батько втратив роботу.
Повернувшись до збірної у 1956 році він знову став основним воротарем команди, зігравши і на наступних світових першостях — чемпіонаті світу 1958 року у Швеції та чемпіонаті світу 1962 року у Чилі, втім через втечу ряду зіркових гравців збірної з країни у 1956 році, серйозної сили угорська команда вже не мала і за медалі не боролась. Загалом Грошич провів 11 ігор на чемпіонатах світу, пропустивши 17 голів.
Востаннє зіграв за збірну 14 жовтня 1962 року в товариській грі проти Югославії, встановивши результат в 15 років і 55 днів між своїм першим і останнім матчем за збірну. Всього ж протягом кар'єри у національній команді, провів у формі головної команди країни 86 матчів, здобувши у них аж 59 перемог та 14 нічиїх і лише 13 разів його команда зазнавала поразки. За цей час у ворота Грошича забили 96 голів, в той час як угорці забили аж 258 голів і Дьюла із результатом 1,12 голів за матч мав надзвичайно високі показники із урахуванням специфіки вкрай результативного футболу середини ХХ століття.

## Кар'єра тренера
По завершенні кар'єри гравця залишився у «Татабаньї», де 1963 року працював головним тренером, після цього без значних успіхів очолював інші угорські команди «Шалготар'ян» та КСІ, а у 1966—1968 роках був головним тренером збірної Кувейту.

## Останні роки і смерть
Після політичних змін у Східній Європі і встановлення в Угорщині демократії, Грошич зайнявся розвитком демократичного руху. В 1990 році Грошич безуспішно балотувався в парламент від Угорського демократичного форума.
У 2009 році з політичних причин відмовився прийняти звання почесного громадянина Будапешта.
У 2011 році домашній стадіон «Татабаньї» був названий на честь Грошича.
З 2008 року серйозно страждав на хворобу легенів, змушений був проходити інтенсивну терапію. Помер 13 червня 2014 року на 89-му році життя у місті Будапешт і був похований в Базиліці Святого Стефана, поряд із кількома іншими гравцями «Золотої команди», зокрема Ференцом Пушкашем, Єне Бузанскі та Шандором Кочишем.

## Титули і досягнення

### «Гонвед»
- Чемпіон Угорщини: 1950, 1952, 1954, 1955

### Збірна Угорщини
- Володар Балканського кубка: 1947
- Олімпійський чемпіон: 1952
- Володар Кубка Центральної Європи: 1948–1953
- Віце-чемпіон світу: 1954

### Індивідуальні
- Футболіст року в Угорщині: 1949, 1950
- У символічній збірній чемпіонату світу: 1954
- Найкращий воротар чемпіонату світу: 1954
- Угорський хрест за заслуги: 1993[31]